# Cebrio suturalis
Cebrio suturalis là một loài bọ cánh cứng trong họ Cebrionidae. Loài này được Boisduval miêu tả khoa học năm 1835.